# Nachal Gilo
Nachal Gilo (hebrejsky: נחל גילה) je vádí v Judských horách na Západním břehu Jordánu a v Izraeli.
Začíná v nadmořské výšce přes 700 metrů ma pomezí palestinských měst Betlém a Bajt Džala. Směřuje pak k severu zastavěným území skrz rychle se zahlubující údolí. To se pak stáčí k severozápadu, opouští zastavěné území a vede částečně zalesněným kaňonem mezi čtvrtí Gilo (izraelská osada, respektive židovské předměstí Jeruzaléma) a svahem protějšími svahy s vesnicí Har Gilo a klášterem Dajr Kirmizan. Údolím zde prochází Izraelská bezpečnostní bariéra a kaňon překonává silnice vedená zčásti tunelem, zčásti po vysokých pylonech. Pak se stáčí opět k severu a vstupuje na území Izraele, kde ústí zleva do vádí Nachal Refa'im naproti areálu Jeruzalémské biblické ZOO a železniční stanice Gan ha-chajot ha-tanachi.